# Palmmot
De palmmot (Paysandisia archon) is een vlinder uit de familie Castniidae. Het is de enige soort in het monotypische geslacht Paysandisia Houlbert, 1918.
De spanwijdte is 9 tot 11 centimeter. Door zijn verschijning en doordat de soort overdag vliegt wordt het dier makkelijk voor dagvlinder aangezien. De palmmot is polyfaag op palmen. De larven zijn endofaag en voeden zich in de stam van verschillende soorten palmbomen. Geïnfecteerde bomen kunnen ernstig beschadigd worden door de gangen die de larven erin boren en door secundaire infecties van schimmels en andere micro-organismen die zich daarin ontwikkelen.
Een overeenkomst met dagvlinders is dat het vrouwtje geen feromonen uitscheidt die over grote afstanden mannetjes kunnen lokken, maar dat het vinden van een soortgenoot om mee te paren gebeurt op basis van visuele stimuli. Het mannetje ontbeert ook het reukapparaat om dergelijke feromonen waar te nemen.
De soort komt van oorsprong voor in Argentinië en Uruguay. Ze werd voor het eerst beschreven door Hermann Carl Conrad Burmeister, toenmalig directeur van het Museo Público in Buenos Aires, in 1880 als Castnia archon (sommige bronnen geven foutief 1879 als jaar van publicatie).
Halverwege de jaren negentig van de twintigste eeuw is de soort geïntroduceerd in Frankrijk, waar hij waarschijnlijk met geïmporteerde planten is meegekomen. Sindsdien heeft de soort zich in Zuid-Europa verspreid en vormt daar een plaag voor palmen. In september 2007 is de soort eenmaal in Nederland, in Zoetermeer, waargenomen ; volgens meldingen op de site waarneming.nl is hij in 2016 drie keer waargenomen: in Apeldoorn, Eindhoven en Utrecht.

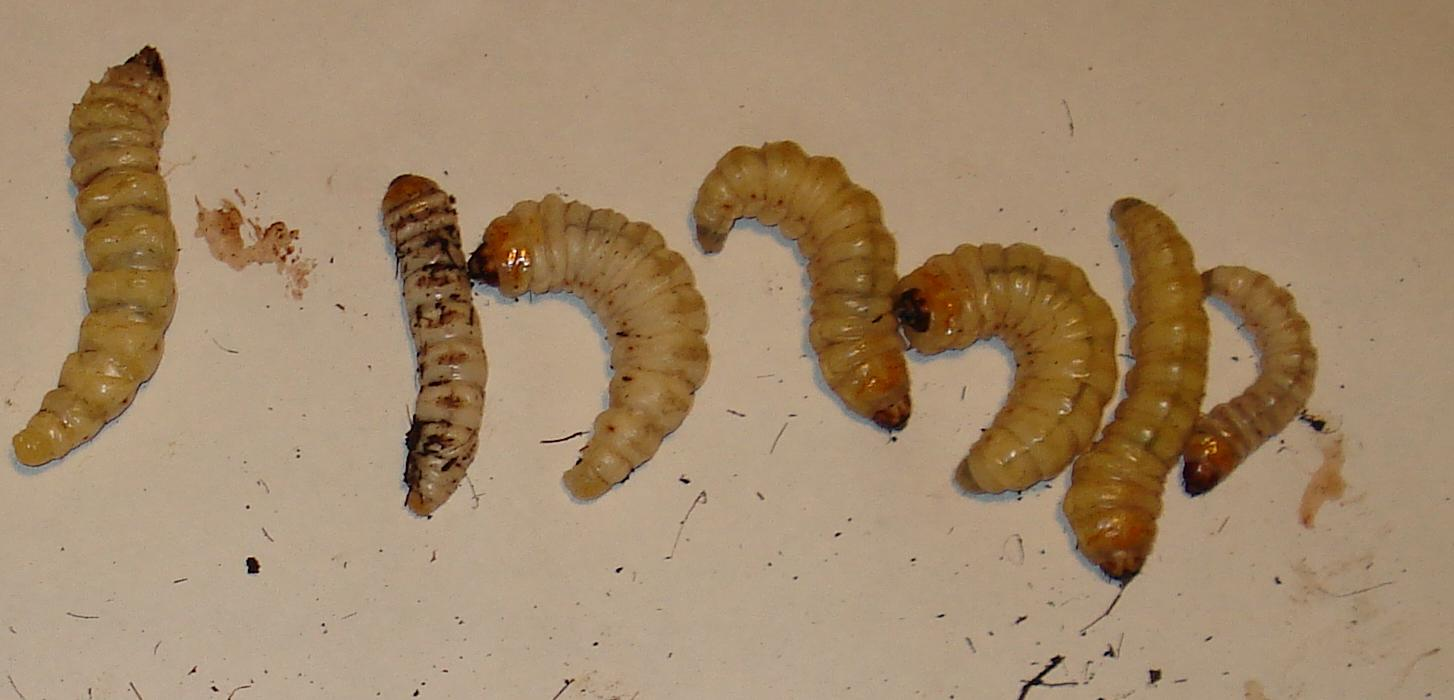
Rupsen
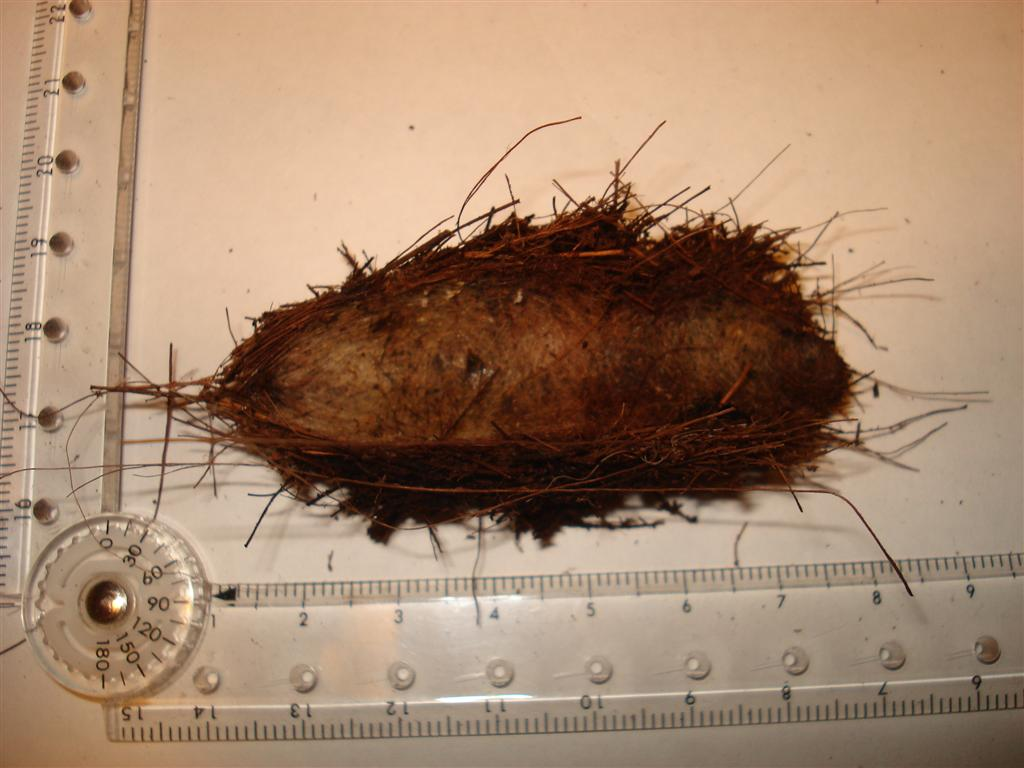
Cocon voor de pop
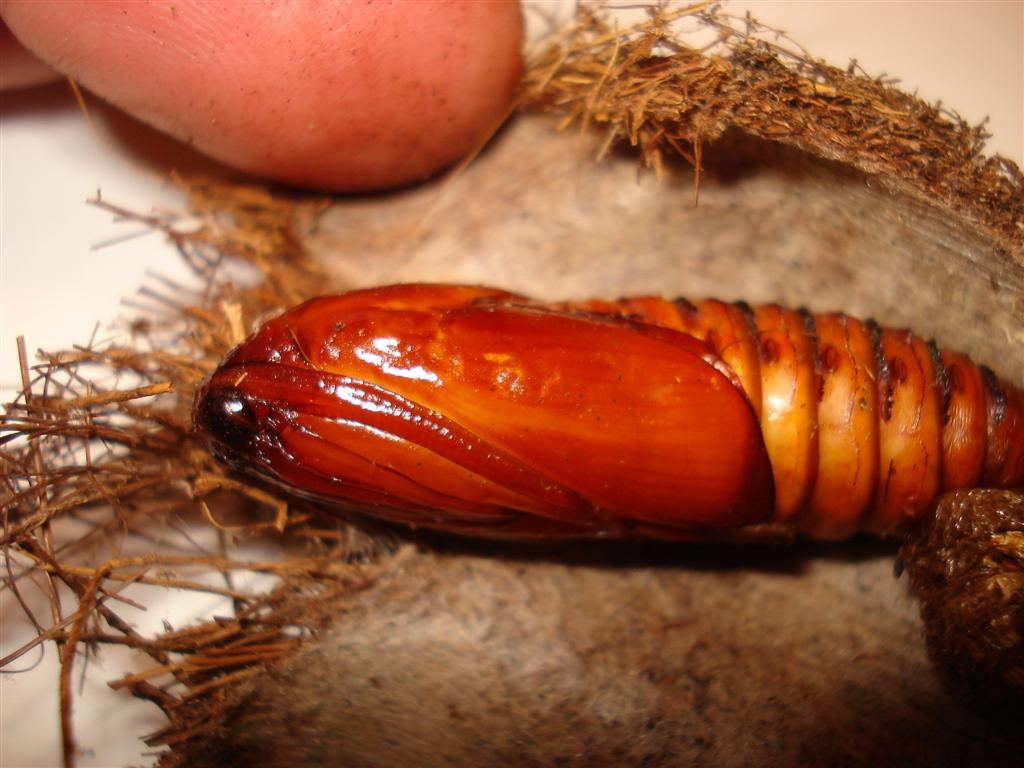
Pop
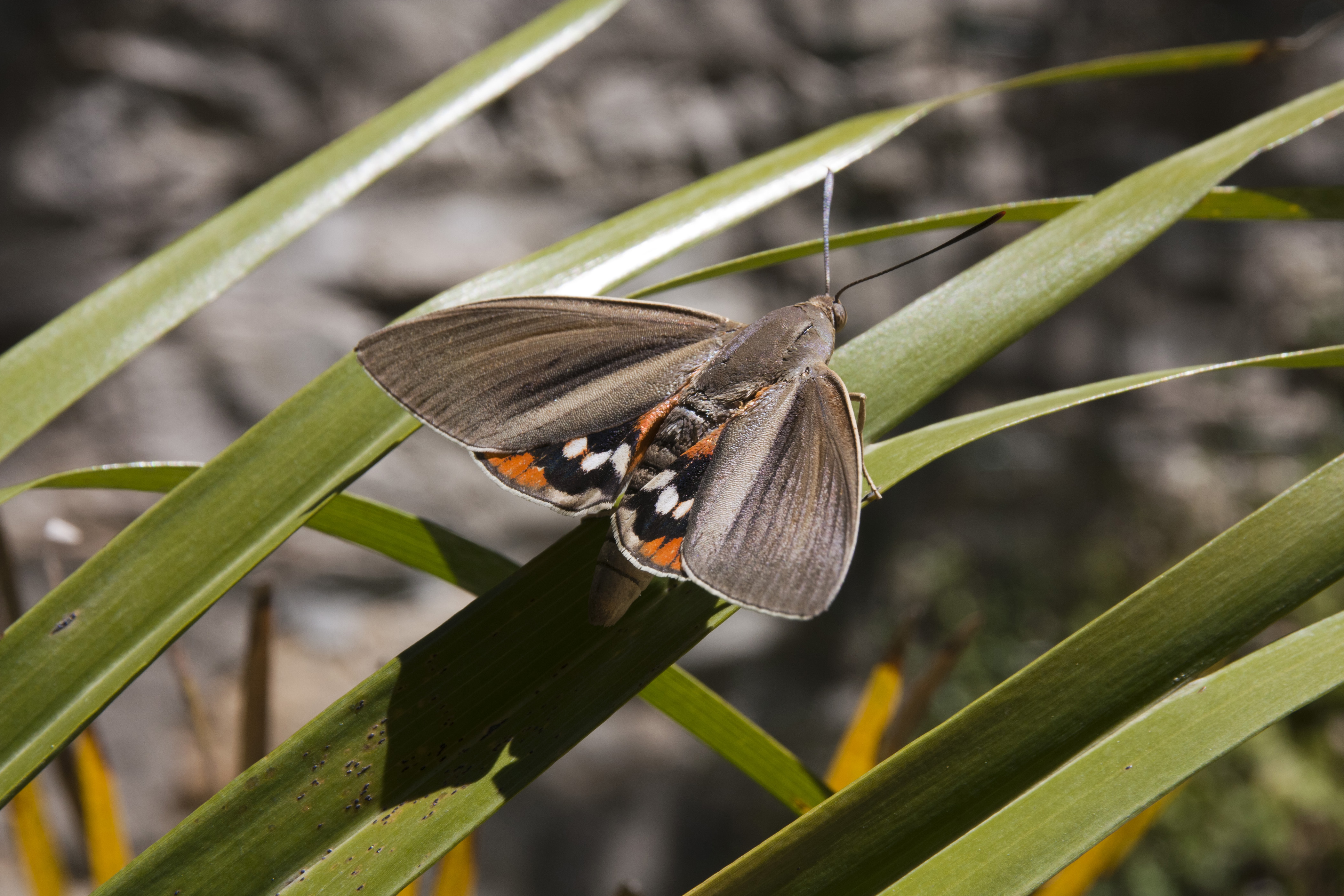
Habitus
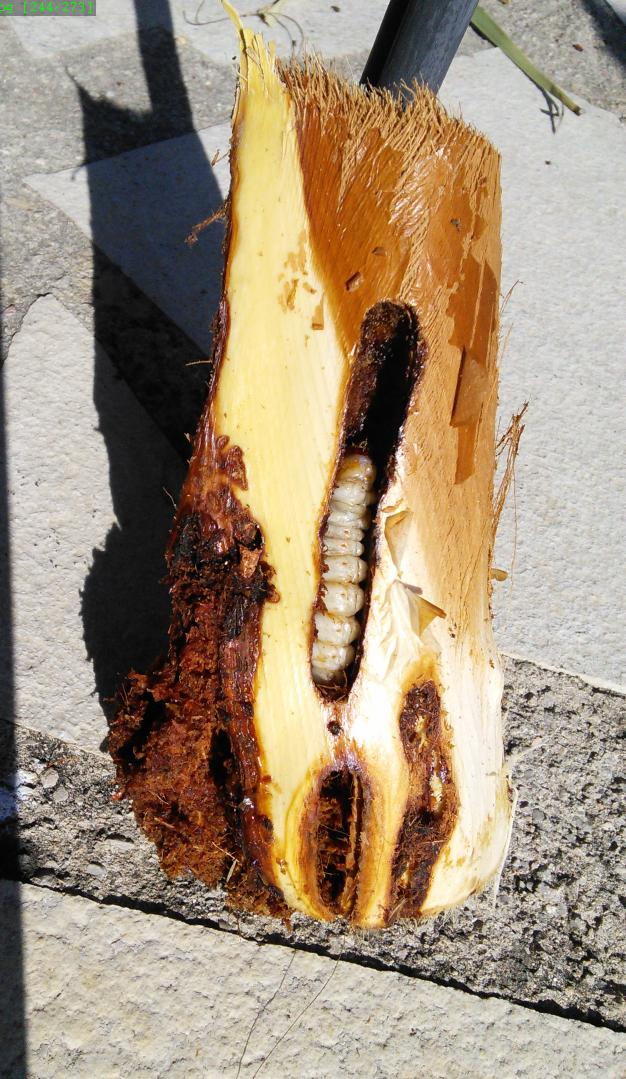
Larve in een gang
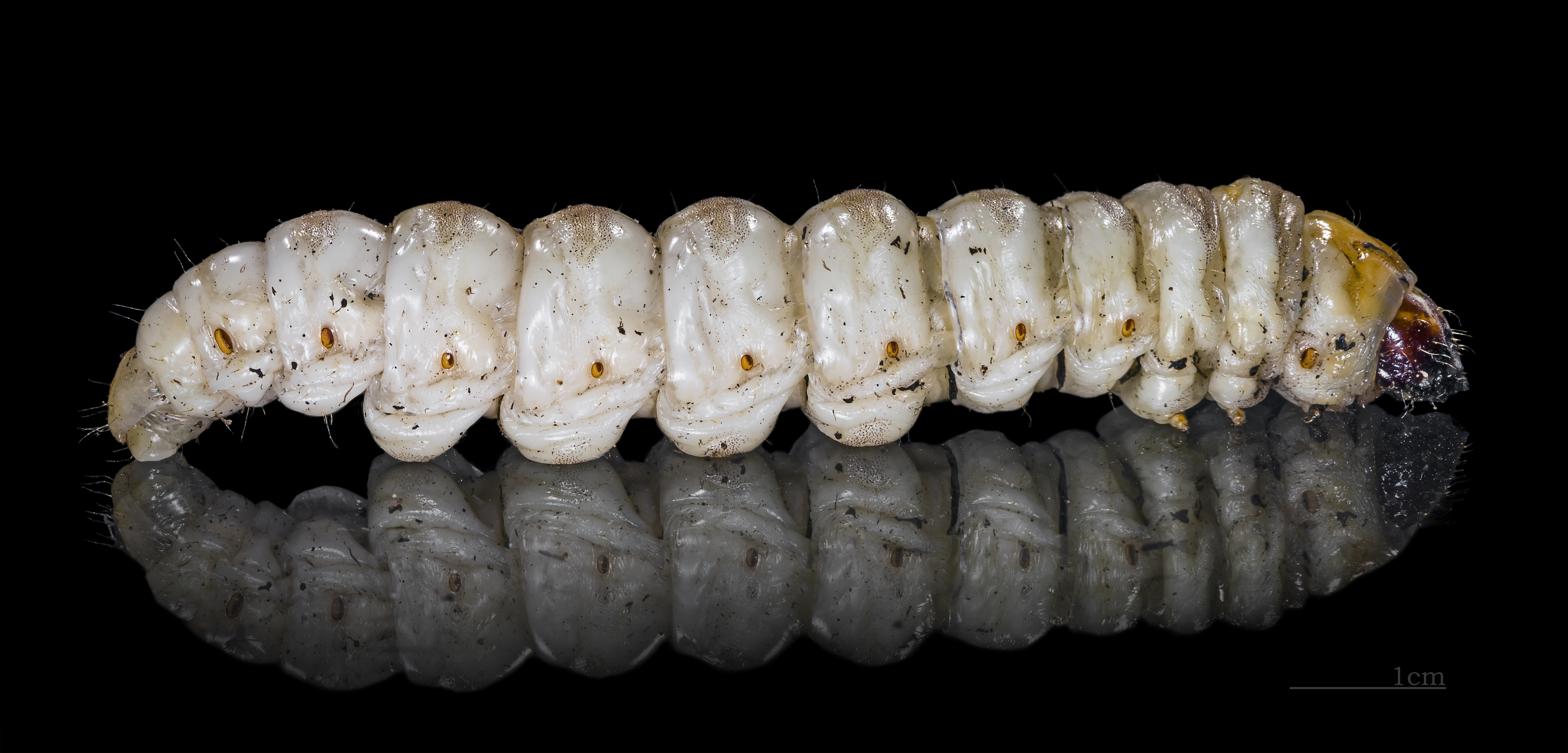
Rups